# Marcus Callies
Marcus Callies (* 31. Januar 1974 in Schlüchtern) ist ein deutscher Anglist.

## Leben
Er erwarb 2000 das 1. Staatsexamen in Englisch und Geschichte an der Universität Marburg und 2006 den Dr. phil. in Englischer Sprachwissenschaft in Marburg. Seit 2014
ist er Universitätsprofessor für englische Sprachwissenschaft (W3) an der Universität Bremen, Fachbereich Sprach- und Literaturwissenschaften.
Seine Forschungsgebiete sind Fremdsprachenerwerbsforschung mit dem Schwerpunkt Lernerkorpuslinguistik und der Erforschung diskurs-funktionaler Aspekte und lexiko-grammatischer Variation in fortgeschrittenen Lernervarietäten, grammatische Innovation und Variation im heutigen Englisch, insbesondere in der Verbkomplementierung, wissenschaftliches Schreiben in der Fremdsprache, sprachwissenschaftliche Aspekte der Ausbildung von Englischlehrkräften (Sprachkorpora und Varietäten des Englischen im Englischunterricht), figurativer Sprachgebrauch (Metaphern und Idioms) und Sprache des Sports.

## Schriften (Auswahl)
- Information highlighting in advanced learner English. The syntax-pragmatics interface in second language acquisition. Amsterdam 2009, ISBN 978-90-272-5431-3.
- mit Wolfram R. Keller und Astrid Lohöfer (Hg.): Bi-directionality in the cognitive sciences. Avenues, challenges, and limitations. Amsterdam 2011, ISBN 90-272-2384-X.
- mit Sandra Götz (Hg.): Learner corpora in language testing and assessment. Amsterdam 2015, ISBN 90-272-0378-4.
- mit Magnus Levin (Hg.): Corpus approaches to the language of sports. Texts, media, modalities. London 2019, ISBN 978-1-350-08820-7.